# Raúl Arévalo
Raúl Arévalo, all'anagrafe Raúl Arévalo Zorzo (Móstoles, 22 novembre 1979), è un attore, regista e sceneggiatore spagnolo. È noto a livello internazionale soprattutto per il ruolo del detective Pedro nel film La isla mínima. Il suo esordio alla regia, La vendetta di un uomo tranquillo, ha vinto quattro premi Goya, tra cui miglior film, miglior regista esordiente e miglior sceneggiatura originale.

## Biografia e carriera
Raúl Arévalo compie la sua formazione attoriale alla Escuela de Interpretación Cristina Rota di Madrid. All'età di 21 anni debutta in televisione recitando nelle ultime due stagioni della serie Compañeros, dalla quale è stata tratta la fiction Rai Compagni di scuola. Dopo alcuni ruoli minori in produzioni cinematografiche e televisive fra le quali El camino de los ingleses di Antonio Banderas, nel 2006 entra nel cast principale del film drammatico Azuloscurocasinegro, esordio alla regia di Daniel Sánchez Arévalo. Per questo film Raúl ottiene il suo primo riconoscimento come migliore attore esordiente agli Spanish Actors Union Awards 2007.
La collaborazione con il regista Daniel Sánchez Arévalo prosegue con altri tre lungometraggi (Gordos, Primos e La gran familia española) e con un cortometraggio di successo intitolato Traumalogía interpretato da Antonio de la Torre. Grazie a queste opere Raúl vince ulteriori premi cinematografici fra i quali un Goya nel 2010 come miglior attore non protagonista per il film Gordos. Fra i suoi film successivi meglio apprezzati dalla critica si possono citare Los girasoles ciegos, Ballata dell'odio e dell'amore, También la lluvia e soprattutto La isla mínima, thriller sociopolitico detentore di dieci premi Goya.
Nel 2016, all'età di 36 anni, Raúl scrive e dirige il film drammatico La vendetta di un uomo tranquillo (Tarde para la ira). Presentato in anteprima mondiale alla 73ª Mostra internazionale d'arte cinematografica di Venezia, nella sezione Orizzonti, ha ricevuto una standing ovation di 8 minuti. Inizialmente il film doveva intitolarsi "Agosto" ma fu costretto a modificare il titolo dopo che uscì August: Osage County con Meryl Streep. Nonostante sia solo al suo primo film, Raúl ha conquistato decine di premi e nomination, fra i quali quattro premi Goya e cinque Writers Circle Awards.

## Filmografia parziale

### Attore

#### Cinema
- Cosas que hacen que la vida valga la pena, regia di Manuel Gómez Pereira (2004)
- El camino de los ingleses, regia di Antonio Banderas (2006)
- Azuloscurocasinegro, regia di Daniel Sánchez Arévalo (2006)
- Siete mesas de billar francés, regia di Gracia Querejeta (2007)
- Los girasoles ciegos, regia di José Luis Cuerda (2008)
- Che - Guerriglia (Che: Part Two), regia di Steven Soderbergh (2008)
- Gordos, regia di Daniel Sánchez Arévalo (2009)
- Ballata dell'odio e dell'amore (Balada triste de trompeta), regia di Álex de la Iglesia (2010)
- También la lluvia, regia di Icíar Bollaín (2010)
- Primos, regia di Daniel Sánchez Arévalo (2011)
- Ghost Academy (Promoción fantasma), regia di Javier Ruiz Caldera (2012)
- Gli amanti passeggeri (Los amantes pasajeros), regia di Pedro Almodóvar (2013)
- La gran familia española, regia di Daniel Sánchez Arévalo (2013)
- La vida inesperada, regia di Jorge Torregrossa García (2013)
- La isla mínima, regia di Alberto Rodríguez (2014)
- Il club degli incompresi (El club de los incomprendidos), regia di Carlos Sedes (2014)
- Le pecore non perdono il treno (Las Ovejas no Pierden el Tren), regia di Álvaro Fernández Armero (2014)
- Hablar, regia di Joaquín Oristrell (2015)
- Box 314 - La rapina di Valencia (Cien años de perdón), regia di Daniel Calparsoro (2016)
- Oro - La città perduta (Oro), regia di Agustín Díaz Yanes (2017)
- L'avvertimento (El aviso), regia di Daniel Calparsoro (2018)
- Il mio capolavoro (Mi obra maestra), regia di Gastón Duprat (2018)
- Ola de crímenes, regia di Gracia Querejeta (2018)
- Dolor y gloria, regia di Pedro Almodóvar (2019)
- Il piano (El plan), regia di Polo Menárguez (2019)
- Black Beach, regia di Esteban Crespo (2020)
- Los europeos, regia di Víctor García León (2020)
- Donde caben dos, regia di Paco Caballero (2021)
- La stanza accanto (The Room Next Door), regia di Pedro Almodóvar (2024)

#### Televisione
- Compañeros – serie TV, 16 episodi (2001-2002)
- Cuéntame cómo pasó – serie TV, 3 episodi (2003-2004)
- Con el culo al aire – serie TV, 42 episodi (2012-2014)
- Il tempo del coraggio e dell'amore (El tiempo entre costuras) – serie TV, 3 episodi (2013)
- Velvet – serie TV, 8 episodi (2015)
- L'ambasciata (La embajada) – serie TV, 11 episodi (2016)
- Asunta - serie TV, 4 episodi (2024)

### Regista
- La vendetta di un uomo tranquillo (Tarde para la ira) (2016)
- La vida nuestra (2017) - cortometraggio

### Sceneggiatore
- La vendetta di un uomo tranquillo (Tarde para la ira) (2016)
- La vida nuestra (2017) - cortometraggio

## Riconoscimenti
- Premi Goya 2008 – Candidatura come migliore attore non protagonista per Siete mesas de billar francés
- Premi Goya 2009 – Candidatura come migliore attore per Los girasoles ciegos
- Premi Goya 2010 – Migliore attore non protagonista per Gordos
- Premi Goya 2012 – Candidatura come migliore attore non protagonista per Primos
- Premi Goya 2015 – Candidatura come migliore per La isla mínima
- Premi Goya 2017 – Miglior esordio alla regia per La vendetta di un uomo tranquillo

## Doppiatori italiani
Nelle versioni in italiano delle opere in cui ha recitato, Raúl Arévalo è stato doppiato da:
- Riccardo Scarafoni in Velvet, L'ambasciata, L'avvertimento
- Andrea Lavagnino in La isla mínima, Il piano
- Simone Veltroni in Gli amanti passeggeri
- Guido Di Naccio in Asunta
- Alessandro Budroni ne La stanza accanto